# 監督控制理論
監督控制理論（supervisory control theory）簡稱為SCT，是一個自動合成監督器（supervisor）的方法，監督器可以限制系統行為，儘可能的滿足給定規格。會假設系統會自發性的產生事件，事件可以分為兩類：可控及不可控。監督器觀察系統產生的事件序列，會避免系統產生的事件是在不可控的子集內。不過監督器不會強迫系統產生事件。
在最早的敘述中，監督控制理論考慮其系統以及規劃可以用任何形式語言來建模，不一定要是有限状态机產生的正则语言，不過後來的論文中大多是以有限状态机產生的正则语言來建模。